# Таммаріту II
Таммаріту II (д/н — бл. 640 до н. е.) — цар Еламу близько 647 року до н. е.

## Життєпис
Походив з династії Хумбан-тахридів. Син царя Таммаріту I. 649 року до н. е. після повалення батька разом з ним знайшов прихисток в Ніневії. Тут перебував до 647 року до н. е., коли ассирійське військо захопило Елам. Поваливши Хумбан-Халташа III вони поставили царем Таммаріту II.
Не встигли ассирійці залишити Елам новий цар повстав. Мотиви цього достеменно невідомі, оскільки він не мав змоги чинити гідний опір. Доволі швидко ассирійське військо перемогло й захопило Таммаріту II, якого було відправлено до Ніневії. За цим ассирійці сплюндрували західний й центральний Елам, сплюндрувавши 29 великих міст, з них деякі навіть вдруге, зокрема «царські міста» Мадакту, Сузи, Бупілу, Тубу, а також фортеці Дур-Ундасі, Дур-Ундасіма, Дур-Аміані, Хамані. Після повернення ассирійців до себе Хумбан-Халташ III відновився на троні.
Близько 640 року до н. е. Таммаріту II разом з іншими колишніми еламськими царями Хумбан-Халташем III і Па'е, а також — арабським шейхом Уайате, було запряжено в колісницю ассирійського царя Ашшурбанапала, якого вони повезли до храму Емішміш, щоб принести жертви богині Нінліль. Ймовірно за цим усіх було страчено.